# De Haar (Hoogeveen)
De Haar is een buurtschap in de gemeente Hoogeveen, in de Nederlandse provincie Drenthe. De buurtschap ligt ongeveer 7 kilometer van de plaats Hoogeveen vandaan.